# Relação de congruência
Na álgebra abstrata, uma relação de congruência (ou simplesmente congruência) é uma relação de equivalência em uma estrutura algébrica (como um grupo, anel ou espaço vetorial) que é compatível com a estrutura no sentido de que operações algébricas feitas com elementos equivalentes produzirão elementos equivalentes.  Toda relação de congruência tem uma estrutura de quociente correspondente, cujos elementos são as classes de equivalência (ou classes de congruência) para a relação.

## Exemplo básico
O exemplo prototípico de uma relação de congruência é a congruência módulo {\displaystyle n} no conjunto de inteiros. Para um dado inteiro positivo {\displaystyle n}, dois inteiros {\displaystyle a} e {\displaystyle b} são chamados de  congruentes módulo {\displaystyle n}, escrito como
{\displaystyle a\equiv b{\pmod {n}}}
if {\displaystyle a-b} é divisível por {\displaystyle n} (ou equivalentemente se {\displaystyle a} e {\displaystyle b} têm o mesmo resto quando dividido por {\displaystyle n}).
Por exemplo, {\displaystyle 37} e {\displaystyle 57} são congruentes módulo {\displaystyle 10},
{\displaystyle 37\equiv 57{\pmod {10}}}
visto que {\displaystyle 37-57=-20} é um múltiplo de {\displaystyle 10}, ou de forma equivalente, visto que {\displaystyle 37} e {\displaystyle 57} têm um resto de {\displaystyle 7} quando dividido por {\displaystyle 10}.
Congruência módulo {\displaystyle n} (para um {\displaystyle n} fixo) é compatível com adição e multiplicação nos inteiros. Isto é,
se
{\displaystyle a_{1}\equiv a_{2}{\pmod {n}}} e {\displaystyle b_{1}\equiv b_{2}{\pmod {n}}}
então
{\displaystyle a_{1}+b_{1}\equiv a_{2}+b_{2}{\pmod {n}}}  ed  {\displaystyle a_{1}b_{1}\equiv a_{2}b_{2}{\pmod {n}}}
A adição e multiplicação correspondentes de classes de equivalência são conhecidas como aritmética modular. Do ponto de vista da álgebra abstrata, congruência módulo {\displaystyle n} é uma relação de congruência no anel de inteiros, e aritmética módulo {\displaystyle n} ocorre no anel quociente correspondente.

## Definição
A definição de uma congruência depende do tipo de estrutura algébrica em consideração. Definições particulares de congruência podem ser feitas para grupos, anéis, espaços vetoriais, módulos, semigrupos, reticulados e assim por diante. O tema comum é que uma congruência é uma relação de equivalência em um objeto algébrico que é compatível com a estrutura algébrica, no sentido de que as operações são bem definidas nas classes de equivalência.
Por exemplo, um grupo é um objeto algébrico que consiste em um conjunto junto com uma única operação binária, satisfazendo certos axiomas. Se {\displaystyle G} é um grupo com operação {\displaystyle \ast }, uma relação de congruência em {\displaystyle G} é uma relação de equivalência {\displaystyle \equiv } nos elementos de {\displaystyle G} satisfazendo
{\displaystyle g_{1}\equiv g_{2}\ \ \,} e {\displaystyle \ \ \,h_{1}\equiv h_{2}\implies g_{1}\ast h_{1}\equiv g_{2}\ast h_{2}}
para todo {\displaystyle g_{1}}, {\displaystyle g_{2}}, {\displaystyle h_{1}}, {\displaystyle h_{2}\in G}. Para uma congruência em um grupo, a classe de equivalência que contém o elemento identidade é sempre um subgrupo normal e as outras classes de equivalência são as coclasses desse subgrupo. Juntas, essas classes de equivalência são os elementos de um grupo quociente.
Quando uma estrutura algébrica inclui mais de uma operação, as relações de congruência devem ser compatíveis com cada operação. Por exemplo, um anel possui adição e multiplicação, e uma relação de congruência em um anel deve satisfazer
{\displaystyle r_{1}+s_{1}\equiv r_{2}+s_{2}\quad {\text{ e }}\quad r_{1}s_{1}\equiv r_{2}s_{2}}
sempre que {\displaystyle r_{1}\equiv r_{2}\quad {\text{ e }}\quad s_{1}\equiv s_{2}}. Para uma congruência em um anel, a classe de equivalência contendo 0 é sempre um ideal bilateral, e as duas operações no conjunto de classes de equivalência definem o anel quociente correspondente.
A noção geral de uma relação de congruência pode receber uma definição formal no contexto da álgebra universal, um campo que estuda ideias comuns a todas as estruturas algébricas. Neste cenário, uma relação de congruência é uma relação de equivalência {\displaystyle \equiv } em uma estrutura algébrica que satisfaz
{\displaystyle \mu \left(a_{1}{\text{, }}a_{2}{\text{, }}\ldots {}{\text{, }}a_{n}\right)\equiv \mu \left(a_{1}'{\text{, }}a_{2}'{\text{, }}\ldots {}{\text{, }}a_{n}'\right)}
para cada operação {\displaystyle n}-ária {\displaystyle \mu } e todos os elementos {\displaystyle a_{1}{\text{, }}\ldots {}{\text{, }}a_{n}{\text{, }}a_{1}'{\text{, }}\ldots {}{\text{, }}a_{n}'} tal que {\displaystyle a_{i}\equiv a_{i}'} para todo {\displaystyle i=1,...,n.}

## Relação com homomorfismos
Se {\displaystyle f:A\,\rightarrow B} é um homomorfismo entre duas estruturas algébricas (como homomorfismo de grupos ou um mapa linear entre espaços vetoriais), então a relação {\displaystyle R} definida por
{\displaystyle a_{1}\,R\,a_{2}} se e somente se {\displaystyle f\left(a_{1}\right)=f\left(a_{2}\right)}
é uma relação de congruência. Pelo primeiro teorema do isomorfismo, a imagem de {\displaystyle A} sob {\displaystyle f} é uma subestrutura de {\displaystyle B} isomórfica ao quociente de {\displaystyle A} por esta congruência.

## Congruências de grupos e subgrupos normais e ideais
No caso particular de grupos, as relações de congruência podem ser descritas em termos elementares como segue: Se {\displaystyle G} é um grupo (com elemento identidade {\displaystyle e} e operação {\displaystyle \ast }) e {\displaystyle \sim } é uma relação binária em {\displaystyle G}, então {\displaystyle \sim } é uma congruência sempre que:
1. Dado qualquer elemento a de {\displaystyle G}, {\displaystyle a\sim a} (reflexividade);
2. Dados quaisquer elementos {\displaystyle a} e {\displaystyle b} de {\displaystyle G}, se {\displaystyle a\sim b}, então {\displaystyle b\sim a} (simetria);
3. Dados quaisquer elementos {\displaystyle a}, {\displaystyle b} e {\displaystyle c} de {\displaystyle G}, se {\displaystyle a\sim b} e {\displaystyle b\sim c}, então {\displaystyle a\sim c} (transitividade);
4. Dados quaisquer elementos {\displaystyle a}, {\displaystyle a'}, {\displaystyle b} e {\displaystyle b'} de {\displaystyle G}, se {\displaystyle a\sim a'} e {\displaystyle b\sim b'}, então {\displaystyle a\ast b\sim a'\ast b'};
5. Dados quaisquer elementos {\displaystyle a} e {\displaystyle a'} de {\displaystyle G}, se {\displaystyle a\sim a'}, então {\displaystyle a^{-1}\sim a'^{-1}} (isso pode ser provado a partir dos outros quatro, portanto, é estritamente redundante).

As condições 1, 2 e 3 dizem que {\displaystyle \sim } é uma relação de equivalência.
Uma congruência {\displaystyle \sim } é determinada inteiramente pelo conjunto {\displaystyle \{a\in G:a\sim e\}} daqueles elementos de {\displaystyle G} que são congruentes ao elemento identidade, e este conjunto é um subgrupo normal. Especificamente, {\displaystyle a\sim b} se e somente se {\displaystyle b^{-1}\ast a\sim e}. Portanto, em vez de falar sobre congruências em grupos, as pessoas geralmente falam em termos de subgrupos normais deles; na verdade, toda congruência corresponde exclusivamente a algum subgrupo normal de {\displaystyle G}.

### Ideais de anéis e o caso geral
Um truque semelhante permite que se fale de núcleos na teoria dos anéis como ideais em vez de relações de congruência, e na teoria dos módulos como submódulos em vez de relações de congruência.
Uma situação mais geral em que esse truque é possível é com grupos Ômega (no sentido geral, permitindo operadores com aridade múltipla). Mas isso não pode ser feito com, por exemplo, monóides, então o estudo das relações de congruência desempenha um papel mais central na teoria dos monóides.

## Álgebra universal
A ideia é generalizada na álgebra universal: uma relação de congruência em uma álgebra {\displaystyle A} é um subconjunto do produto direto {\displaystyle A\times A} que é uma relação de equivalência em {\displaystyle A} e uma subálgebra de {\displaystyle A\times A}.
O núcleo de um homomorfismo é sempre uma congruência. Na verdade, toda congruência surge como um núcleo. Para uma dada congruência {\displaystyle \sim } em {\displaystyle A}, o conjunto {\displaystyle A/\sim } de classes de equivalência pode receber a estrutura de uma álgebra de uma maneira natural, a álgebra de quociente. A função que mapeia cada elemento de {\displaystyle A} para sua classe de equivalência é um homomorfismo, e o núcleo desse homomorfismo é {\displaystyle \sim }.
O reticulado {\displaystyle \mathbf {Con} (A)} de todas as relações de congruência em uma álgebra {\displaystyle A} é algébrico.
John M. Howie descreveu como a teoria dos semigrupos ilustra as relações de congruência na álgebra universal:
Em um grupo, uma congruência é determinada se conhecermos uma única classe de congruência, em particular se conhecermos o subgrupo normal que é a classe que contém a identidade. Da mesma forma, em um anel, uma congruência é determinada se conhecermos o ideal, que é a classe de congruência que contém o zero. Em semigrupos, não existe tal ocorrência feliz e, portanto, somos confrontados com a necessidade de estudar congruências como tais. Mais do que qualquer outra coisa, é essa necessidade que dá à teoria dos semigrupos seu sabor característico. Semigrupos são de fato o primeiro e mais simples tipo de álgebra ao qual os métodos de álgebra universal devem ser aplicados...